# BRP Nestor Reinoso
Le BRP Nestor Reinoso (PC-380) est le dixième patrouilleur côtier de la classe Jose Andrada de la marine philippine. Il fait partie du deuxième lot de sa classe, commandé par l’intermédiaire des ventes militaires à l’étranger (FMS) des États-Unis en 1993, et il a été mis en service par la marine philippine le 1er juin 1995,. Il a d’abord été désigné comme Fast Patrol Craft, et a été numéroté « DF-380 », mais plus tard, il a été redésigné comme une canonnière de patrouille, et a été renuméroté « PG-380 ». Une autre reclassification a été effectuée en avril 2016, qui l’a redésigné comme le patrouilleur côtier « PC-380 ».

## Conception
Le navire a été construit selon les normes de la Garde côtière américaine avec une coque et une superstructure en aluminium. Il est propulsé par deux moteurs Diesel Detroit Diesel Corporation 16V-92TA d’une puissance combinée d’environ 2800 ch, entraînant deux hélices et donnant une vitesse maximale de 28 nœuds (52 km/h). L’autonomie maximale est de 1200 milles marins (2200 km) à 12 nœuds (22 km/h) ou de 600 milles marins (1100 km) à 24 nœuds (44 km/h).
Le navire était conçu à l’origine pour transporter un canon de 40 mm Mk.3, un mortier de 81 mm à l’arrière et quatre mitrailleuses de 12,7 × 99 mm OTAN (calibre .50),. Au lieu de cela, il est armé d’un chain gun M242 Bushmaster de 25 mm sur un affût Mk.38 Mod.0, de quatre mitrailleuses Browning M2HB de calibre 12,7 mm sur des affûts Mk.26, dont deux positionnées à l’avant et deux à l’arrière, et de deux mitrailleuses M60 de 7,62 × 51 mm OTAN (calibre .30), toutes deux montées au milieu du navire. Le navire peut transporter 4000 cartouches de 12,7 mm et 2000 cartouches de 7,62 mm.
Faisant partie du deuxième lot (PG-379 à PG-395), il est équipé d’un chain gun M242 Bushmaster Mk.38 Mod.0 de 25 mm que le premier lot de navires ne transporte pas,,.
Il est équipé d’un radar de recherche et de navigation de surface Raytheon AN/SPS-64(V)11, mais avec une antenne plus petite que celles utilisées sur les plus grands navires de la marine philippine,. Comme tous les autres navires de la marine philippine, il a été équipé du système de suivi des navires de la marine philippine (VTS) par le Naval Sea Systems Command.
Un bateau pneumatique semi-rigide de 4 mètres, propulsé par un moteur hors-bord de 40 ch, est rangé au milieu du navire.

## Historique
En mars 2018, le BRP Nestor Reinoso a fourni une assistance au P/Y Atlantis Asorez, un yacht avec environ 20 passagers étrangers, au sud-est du récif de Tubbataha, au large de la côte de Palawan. Alors qu’il effectuait une patrouille de routine, le patrouilleur a été informé que l’un des passagers de l'Asorez avait été blessé et avait besoin d’une évacuation sanitaire, ce que le BRP Nestor Reinoso a fait. Le passager blessé a été transporté en toute sécurité à l’hôpital le plus proche lorsque le patrouilleur a atteint la côte.
En août 2018, le BRP Nestor Reinoso a effectué deux sauvetages à Palawan, le premier lorsqu’il a répondu à un appel de détresse et a secouru 28 passagers de l'Athan Uno qui s’est retrouvé à moitié submergé après avoir été frappé par de fortes vagues alors qu’il se rendait à la pêche dans la mer des Philippines occidentales. Tous les passagers ont été ramenés sains et saufs à El Nido.
Quelques jours plus tard, le bateau touristique M/B Cleopatra était en route pour la baie de Bacuit pour une visite privée lorsque sa proue s’est cassée en raison de fortes vagues. Il a été repéré par le BRP Nestor Reinoso, qui a ensuite remorqué le navire jusqu’à El Nido après avoir transféré ses 10 passagers sur d’autres bateaux qui ont aidé au sauvetage.
En septembre 2018, le BRP Nestor Reinoso ainsi que le BRP Sindangan (MRRV-4407), le BRP Cabra (MRRV-4409) et le BRP Benguet (LT-507) ont sécurisé et aidé le BRP Gregorio del Pilar (PS-15) qui s’est échoué au haut-fond Hasa-Hasa (également connu sous le nom de banc Half Moon) en mer de Chine méridionale. Le BRP Gregorio del Pilar a finalement été retiré du haut-fond quelques jours plus tard,.
Le 7 février 2025, le BRP Nestor Reinoso a porté assistance à un navire à passagers sud-coréen qui a rencontré des problèmes mécaniques alors qu’il naviguait sur la côte de la province d’Ilocos Norte. L’opération de sauvetage a été menée par les Forces navales du nord de Luçon (NFNL), par l’intermédiaire de la Force opérationnelle navale 11, lorsqu’elles ont reçu une alerte du navire Udosarang 1. Alors qu’il naviguait le long de la côte de Burgos, le 5 février vers 9 heures du matin, le navire sud-coréen a connu une défaillance mécanique qui a limité la capacité de manœuvre du navire. La marine a immédiatement envoyé un navire pour aider à résoudre la situation. Après avoir établi le contact avec le navire sud-coréen, le BRP Nestor Reinoso a escorté le Udosarang 1 jusqu’à Sual, province de Pangasinan, où il a pu réparer en toute sécurité sa panne mécanique. Les neuf membres d’équipage philippins à bord de l’Udosarang 1 étaient sains et saufs,,,.